# Idiops sylvestris
Idiops sylvestris là một loài nhện trong họ Idiopidae.
Loài này thuộc chi Idiops. Idiops sylvestris được J. Hewitt miêu tả năm 1925.